# Opsiphanes latifascia
Opsiphanes latifascia är en fjärilsart som beskrevs av Rothschild 1916. Opsiphanes latifascia ingår i släktet Opsiphanes och familjen praktfjärilar. Inga underarter finns listade i Catalogue of Life.